# Saint-Janvier-de-Joly
| Municipalité de Saint-Janvier-de-Joly |                       |
| Coordenadas: 46°29' N 71°40'W         |                       |
| Província                             | Quebec                |
| Região administrativa                 | Chaudière-Appalaches  |
| Incorporado em                        | 1 de janeiro 1944     |
| Prefeito                              | Bernard Fortier       |
| Código postal                         | G0S 1M0               |
|                                       |                       |
| Área                                  |                       |
| - Cidade                              | 109,9 km², 42,4 mi²   |
| Fuso horário                          | UTC -5                |
| População (2006)                      |                       |
| - Cidade                              | 884                   |
| - Densidade                           | 8 hab/km², 21 hab/mi² |

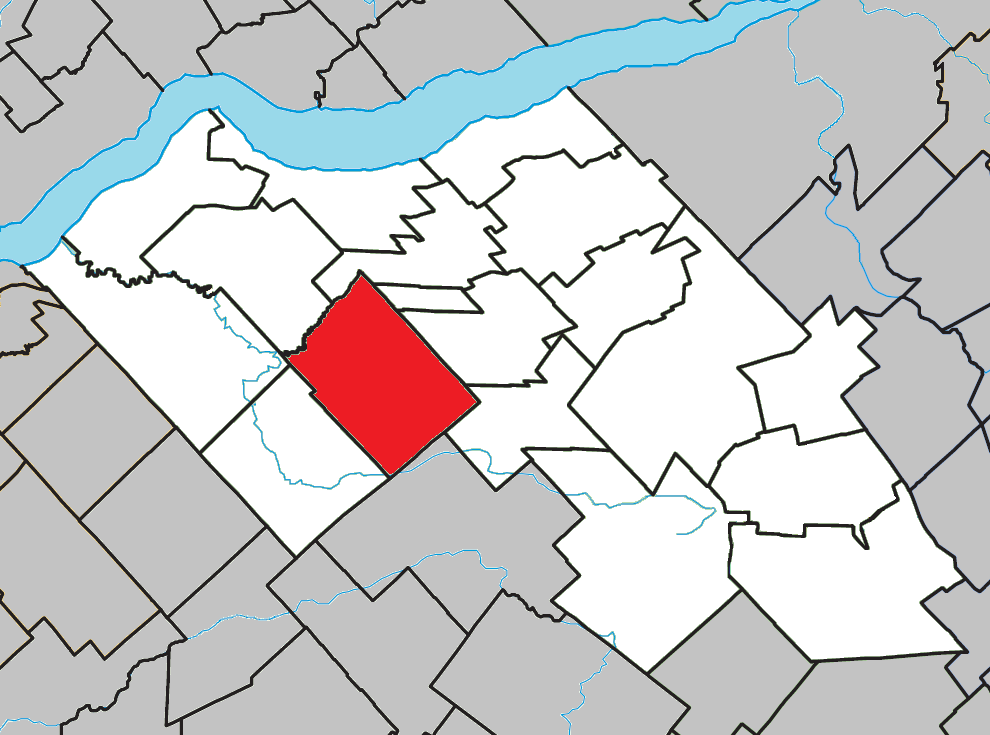
Localização de Saint-Janvier-de-Joly, Quebec, dentro da Municipalidade Regional do Condado de Lotbinière.

Saint-Janvier-de-Joly é um município canadense da Regionalidade Municipal de Lotbinière, Quebec, localizado na região administrativa de Chaudière-Appalaches. Em sua área de pouco mais de cento e nove quilómetros quadrados, habitam cerca de oitocentas pessoas. É nomeada em homenagem a são Januário de Benevento.